# Clausilia cruciata
Clausilia cruciata is een slakkensoort uit de familie van de Clausiliidae. De wetenschappelijke naam van de soort werd voor het eerst geldig gepubliceerd in 1820 door S. Studer.

## Ondersoorten
- Clausilia cruciata amiatae E. von Martens, 1873
- Clausilia cruciata bonellii E. von Martens, 1873
- Clausilia cruciata cruciata (S. Studer, 1820)
- Clausilia cruciata cuspidata Held, 1836
- Clausilia cruciata geminella Klemm, 1972
- Clausilia cruciata pedemontana H. Nordsieck, 1990